# Callistethus puncticollis
Callistethus puncticollis är en skalbaggsart som beskrevs av Kirsch 1885. Callistethus puncticollis ingår i släktet Callistethus och familjen Rutelidae. Inga underarter finns listade.